# Матвіївська сільська рада (Вільнянський район)
| Матвіївська сільська рада — орган місцевого самоврядування у Запорізькому районі Запорізької області з адміністративним центром у с. Матвіївка. Історична дата утворення: в 1926 році. Територія Матвіївської сільської ради розташована в південній частині Запорізького району Запорізької області. Через північний захід території проходить Придніпровська залізниця. Розпорядженням Кабінету Міністрів України № 713-р від 12 червня 2020 року «Про визначення адміністративних центрів та затвердження територій територіальних громад Запорізької області», шляхом об'єднання територій та населених пунктів Кам'яної селищної ради, Дружелюбівської, Купріянівської та Матвіївської сільських рад Вільнянського району Запорізької області утворено Матвіївську сільську територіальну громаду. Сільській раді підпорядковані населені пункти: - село Матвіївка - селище Гасанівка - селище Кам'яне - село Бекарівка - село Дружелюбівка - село Купріянівка - село Мала Купріянівка - село Новоіванівське - село Новософіївка - селоТроянди - село Українка - село Яковлеве |

## Склад ради
Рада складається з 22 депутатів та голови.

### Керівний склад ради
| ПІБ                          | Основні відомості                                                                                                   | Дата обрання | Дата звільнення |
| ---------------------------- | --- | ------------ | --------------- |
| Маринченко Микола Васильович | Голова Матвіївської сільської ради народних депутатів, 1938 року народження, освіта вища, член КПРС (до 24.08.1991) | 04.03.1990   | 26.06.1994      |
| Маринченко Микола Васильович | Голова Матвіївської сільської ради народних депутатів, 1938 року народження, освіта вища, позапартійний             | 26.06.1994   | 29.03.1998      |
| Косован Сергій Олександрович | Завідуючий автогаражем ВАТ "Запорізька Січ", 1960 року народження, освіта вища, позапартійний                       | 29.03.1998   | 31.03.2002      |
| Косован Сергій Олександрович | Матвіївський сільський голова, 1960 року народження, освіта вища, позапартійний                                     | 31.03.2002   | 26.03.2006      |
| Чернов Сергій Васильович     | Приватний підприємець, 1973 року народження, освіта вища, член Партії регіонів                                      | 26.03.2006   | 31.10.2010      |
| Чернов Сергій Васильович     | Матвіївський сільський голова, 1973 року народження, освіта вища, член Партії регіонів                              | 31.10.2010   | 25.10.2015      |
| Чернов Сергій Васильович     | Матвіївський сільський голова, 1973 року народження, освіта вища, позапартійний                                     | 25.10.2015   | 25.10.2020      |
| Гладишев Олексій Сергійович  | Дружелюбівський сільський голова, 1985 року народження, освіта вища, позапартійний                                  | 25.10.2020   |                 |

Примітка: таблиця складена за даними джерела